# Leonhard Anselm Eichberger

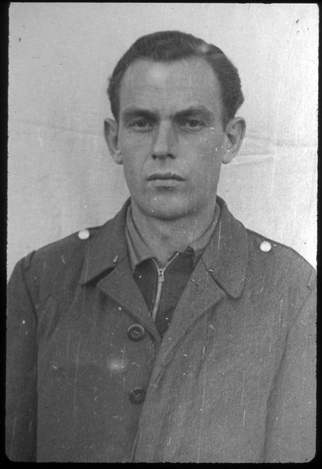
Leonhard Anselm Eichberger in amerikanischer Internierung. Aufnahme von 1945.

Leonhard Anselm Eichberger (* 22. Januar 1915 in Penzberg; † 29. Mai 1946 in Landsberg am Lech) war ein deutscher SS-Hauptscharführer und Rapportführer im Konzentrationslager Dachau. Eichberger war nach Kriegsende Angeklagter im Dachauer Hauptprozess und wurde als Kriegsverbrecher hingerichtet.

## Leben
Eichberger trat zum 1. April 1935 der SS bei. Von November 1937 bis Juni 1941 war er Soldat der Wehrmacht. Im Januar 1943 kehrte er als „Kriegsversehrter“ (amputierter linker Unterschenkel) von der Front zurück und wurde im KZ Dachau eingesetzt, wo er die Funktion eines Rapportführers ausübte und in der Verwaltung der Schutzhaftlagerführung tätig war. Zu seinen Aufgaben zählten zunächst die Protokollierung der Hinrichtungen sowie die Vernehmung politischer Gefangener. Ab Mai 1944 bis zur Befreiung des Konzentrationslagers im April 1945 war Eichberger an der Hinrichtung von Häftlingen beteiligt. Nach eigenen Angaben erschoss er fünf oder sechs der insgesamt 90 sowjetischen Kriegsgefangenen, die in der zweiten Hälfte des Jahres 1944 ermordet wurden. Ebenso habe er etwa 15 weitere Häftlinge erschossen, so Eichberger in einer nach Kriegsende entstandenen Aussage.
Nach Kriegsende war Eichberger ab dem 15. November 1945 zusammen mit weiteren 39 Angehörigen des Lagerpersonals Angeklagter im Dachau-Hauptprozess, der im Rahmen der Dachauer Prozesse stattfand. Die Anklage vor dem amerikanischen Militärgericht lautete auf „Verletzung der Gesetze und Gebräuche des Krieges“, gleichermaßen gegen Zivilpersonen wie gegen Kriegsgefangene. Innerhalb der Anklage spielte der Begriff des „Common Design“, des gemeinsamen Vorhabens eines Verbrechens eine zentrale Rolle: Nicht allein die individuellen Taten des KZ-Personals wurden als verbrecherisch angesehen, sondern das System der Konzentrationslager an sich. Im Zuge der Vorermittlungen hatte es sich als schwierig erwiesen, einzelne Verbrechen den Angeklagten zuzuordnen, da nur einige KZ-Häftlinge überlebt hatten, die infolge ihrer Traumatisierung nur unpräzise Aussagen tätigen konnten oder die Namen der Täter nur teilweise kannten.
Die Verteidigung Eichbergers berief sich im Wesentlichen auf einen angeblichen Befehlsnotstand. Am 13. Dezember 1945 wurden sämtliche Angeklagte für schuldig befunden und Eichberger mit 35 weiteren Angeklagten durch das Gericht zum Tode verurteilt. Beim Urteil wurden als individuelle Exzesstaten bei Eichberger die Teilnahme an Verhören und an 150 bis 200 Exekutionen sowie die Anfertigung von Berichten über Exekutionen berücksichtigt. Das Urteil wurde am 5. April 1946 vom Oberbefehlshaber der amerikanischen Streitkräfte in Europa bestätigt, nach einer entsprechenden Empfehlung durch ein „Review Board“ der Armee. Eine zweite Überprüfung kam im Fall Eichbergers zu dem Ergebnis, dass die Todesstrafe angesichts der von ihm freiwillig verübten Grausamkeiten gerechtfertigt sei. Das Urteil wurde am 29. Mai 1946 im Kriegsverbrechergefängnis Landsberg vollstreckt.